# Jince
Jince (en allemand : Jinetz) est un bourg (městys) du district de Příbram, dans la région de Bohême-Centrale, en République tchèque. Sa population s'élevait à 2 451 habitants en 2024.

## Géographie
Jince est arrosée par la rivière Litavka et se trouve à 12 km au nord de Příbram et à 47 km au sud-ouest de Prague.
La commune est limitée par Felbabka, Rpety, Lochovice et Lhotka au nord, par Hostomice et Běštín à l'est, par Čenkov et la zone militaire de Brdy au sud, et par Ohrazenice et Křešín à l'ouest.

## Histoire
La première mention écrite de la localité date de 1390. Un premier haut-fourneau fut construit en 1610 et un palais baroque au cours du siècle suivant. Le nouveau propriétaire du domaine de Jince, Rudolf comte de Würben, fit construire le haut-fourneau de Barbora en 1810 qui fonctionnait au charbon de bois ; il s'éteignit en 1874. Jince a le statut de městys depuis le 17 octobre 2006.

## Administration
La commune se compose de quatre sections :
- Jince
- Běřín
- Rejkovice
- Velcí

## Transports
Par la route, Jince se trouve à 14,5 km de Příbram et à 60 km de Prague.